# Departamentul Tillabéri
Departamentul Tillabéri este un departament din  regiunea Tillabéri, Niger, cu o populație de 217.370 locuitori (2001).